# Соколовка (Катайський район)
Соколо́вка (рос. Соколовка) — присілок у складі Катайського району Курганської області, Росія. Входить до складу Улугушської сільської ради.
Населення — 32 особи (2010, 84 у 2002).
Національний склад станом на 2002 рік: росіяни — 61 %, башкири — 26 %.